# 尹衍升
尹衍升 (1955年4月—)，上海海事大学海洋科学与工程学院院长，从事多个海工领域发展方面的研究。中国教育部第六批“长江学者”特聘教授，曾经获得国家技术发明二等奖等奖项。